# 基斯多夫
基斯多夫（德語：Kisdorf）是德国石勒苏益格－荷尔斯泰因州的一个市镇。总面积24.51平方公里，总人口3749人，其中男性1867人，女性1882人（2011年12月31日），人口密度153人/平方公里。